# Cúp AFC 2009
AFC Cup 2009 là phiên bản thứ sáu của AFC Cup, diễn ra giữa các câu lạc bộ từ các quốc gia là thành viên của Liên đoàn bóng đá châu Á.
Với việc Liên đoàn bóng đá châu Á đã xem xét thể thức của AFC Champions League và thực hiện những thay đổi quan trọng trong cách thi đấu, các đội đủ điều kiện tham dự Cúp AFC cũng đến từ các quốc gia khác so với các phiên bản trước.

## Phân bổ đội của các hiệp hội
Có tổng cộng 32 đội tham dự AFC Cup 2009.
- 2 đội tham dự:
  -  Hồng Kông
  -  Iraq
  -  Jordan
  -  Kuwait
  -  Li Băng
  -  Malaysia
  -  Maldives
  -  Oman
  -  Syria
  -  Yemen
- 1 đội tham dự:
  -  Bahrain
  -  Ấn Độ
  -  Singapore
  -  Thái Lan
  -  Uzbekistan
  -  Việt Nam
- 3 đội không đáp ứng các tiêu chí cần thiết để tham dự vòng loại AFC Champions League 2009 (vì vậy mỗi hiệp hội sau có thêm một đội tham dự):
  -  Bahrain
  -  Li Băng
  -  Việt Nam
- 3 đội thua vòng loại AFC Champions League 2009

## Các đội tham dự
Dưới đây là danh sách các đội tham dự AFC Cup 2009.
Chú thích:
•TH: Đương kim vô địch
•RU: Đương kim á quân
•1st, 2nd, 3rd,...: Vị trí tại giải quốc nội
•CW: Đội vô địch cúp quốc gia
•PW: Đội thắng play-off dự AFC Cup cuối mùa
•ACL Q: Đội thua vòng loại AFC Champions League
•(1): Câu lạc bộ đủ điều kiện dự AFC Champions League 2009, nhưng bị loại vì giải quốc nội của họ không đáp ứng các tiêu chí của AFC
| Tây Á                       |                     |                      |                      |                          |
| Al-MuharraqTH (1st, CW) (1) | Arbil (1st)         | Al-Kuwait (1st)      | Al-Oruba (1st)       | Neftchi Farg'ona (3rd)   |
| SafaRU (1)                  | Al-Zawraa (2nd)     | Al-Arabi (CW)        | Al-Suwaiq (CW)       | Al-Hilal Al-Sahili (1st) |
| Busaiteen (2nd)             | Al-Wihdat (1st)     | Al-Ahed (1st)        | Al-Karamah (1st, CW) | Al-Tilal (CW)            |
| Mohun Bagan AC (CW)         | Al-Faisaly (CW)     | Al-Mabarrah (CW)     | Al-Majd (2nd)        | Dempo (ACL Q)            |
| Đông Á                      |                     |                      |                      |                          |
| Nam Hoa (1st)               | Johor FC (3rd)      | Home United (3rd)    | Hà Nội ACB (CW)      |                          |
| Đông Phương (PW)            | Club Valencia (1st) | Chonburi (2nd)       | PSMS Medan (ACL Q)   |                          |
| Kedah FA (1st, CW)          | VB Sports Club (CW) | Bình Dương (1st) (1) | PEA (ACL Q)          |                          |

## Vòng bảng

### Tây Á

#### Bảng A
| Đội              | ST | T | H | B | BT | BB | HS  | Đ  |  | BUS | NEF | AHD | TIL |
| ---------------- | -- | - | - | - | -- | -- | --- | -- |  | --- | --- | --- | --- |
| Busaiteen        | 6  | 3 | 3 | 0 | 14 | 7  | +7  | 12 |  |     | 2–2 | 4–2 | 3–0 |
| Neftchi Farg'ona | 6  | 3 | 2 | 1 | 12 | 9  | +3  | 11 |  | 1–1 |     | 2–1 | 1–0 |
| Al-Ahed          | 6  | 2 | 1 | 3 | 13 | 10 | +3  | 7  |  | 1–1 | 5–1 |     | 3–0 |
| Al-Tilal         | 6  | 1 | 0 | 5 | 3  | 16 | −13 | 3  |  | 1–3 | 0–5 | 2–1 |     |

#### Bảng B
| Đội                | ST | T | H | B | BT | BB | HS | Đ  |  | ZAW | SAF | HIL | SUW |
| ------------------ | -- | - | - | - | -- | -- | -- | -- |  | --- | --- | --- | --- |
| Al-Zawraa          | 6  | 4 | 1 | 1 | 8  | 3  | +5 | 13 |  |     | 2–1 | 2–0 | 2–0 |
| Safa               | 6  | 4 | 0 | 2 | 5  | 3  | +2 | 12 |  | 1–0 |     | 0–1 | 1–0 |
| Al-Hilal Al-Sahili | 6  | 2 | 1 | 3 | 5  | 7  | −2 | 7  |  | 1–1 | 0–1 |     | 2–0 |
| Al-Suwaiq          | 6  | 1 | 0 | 5 | 3  | 8  | −5 | 3  |  | 0–1 | 0–1 | 3–1 |     |

#### Group C
| Đội         | ST | T | H | B | BT | BB | HS | Đ  |  | ARB | ARL | ORU | MAB |
| ----------- | -- | - | - | - | -- | -- | -- | -- |  | --- | --- | --- | --- |
| Al-Arabi    | 6  | 3 | 2 | 1 | 11 | 6  | +5 | 11 |  |     | 2–0 | 2–0 | 4–2 |
| Arbil       | 6  | 2 | 2 | 2 | 8  | 7  | +1 | 8  |  | 1–1 |     | 3–0 | 3–2 |
| Al-Oruba    | 6  | 2 | 2 | 2 | 6  | 7  | −1 | 8  |  | 1–1 | 1–1 |     | 3–0 |
| Al-Mabarrah | 6  | 2 | 0 | 4 | 7  | 12 | −5 | 6  |  | 2–1 | 1–0 | 0–1 |     |

#### Bảng D
| Đội         | ST | T | H | B | BT | BB | HS  | Đ  |  | KUW | KAR | WAH | MOH |
| ----------- | -- | - | - | - | -- | -- | --- | -- |  | --- | --- | --- | --- |
| Al-Kuwait   | 6  | 4 | 1 | 1 | 12 | 4  | +8  | 13 |  |     | 2–1 | 1–0 | 6–0 |
| Al-Karamah  | 6  | 4 | 0 | 2 | 12 | 7  | +5  | 12 |  | 2–1 |     | 3–1 | 1–0 |
| Al-Wahdat   | 6  | 3 | 1 | 2 | 12 | 7  | +5  | 10 |  | 1–1 | 3–1 |     | 5–0 |
| Mohun Bagan | 6  | 0 | 0 | 6 | 1  | 19 | −18 | 0  |  | 0–1 | 0–4 | 1–2 |     |

#### Bảng E
| Đội         | ST | T | H | B | BT | BB | HS | Đ  |  | MAJ | DEM | MHQ | FAI |
| ----------- | -- | - | - | - | -- | -- | -- | -- |  | --- | --- | --- | --- |
| Al-Majd     | 6  | 4 | 1 | 1 | 12 | 9  | +3 | 13 |  |     | 2–1 | 1–1 | 4–3 |
| Dempo       | 6  | 3 | 1 | 2 | 10 | 8  | +2 | 10 |  | 1–0 |     | 0–1 | 3–1 |
| Al-Muharraq | 6  | 1 | 3 | 2 | 7  | 8  | −1 | 6  |  | 2–3 | 1–1 |     | 0–0 |
| Al-Faisaly  | 6  | 1 | 1 | 4 | 11 | 15 | −4 | 4  |  | 1–2 | 3–4 | 3–2 |     |

Al-Majd bị cáo buộc đưa một cầu thủ không đủ điều kiện (Khaled Mansoor Al Baba) trong bốn trận đấu (với Al-Faisaly (JOR) vào ngày 07.04.2009 và 21.04.2009; với Dempo SC (IND) vào ngày 05.05.2009 và với Muharraq (BHR) vào ngày 19.05.2009) của AFC Cup. Tất cả các trận đấu này đã được xử thắng 3-0 cho các đối thủ của Al-Majd và câu lạc bộ đã bị phạt 4000 USD cho mỗi trận đấu. The player was ineligible because he was registered by the club outside the recognized window(s) for registration as provided for by FIFA and AFC. Các án phạt dành cho Al-Majd sau đó được rút lại sau khi họ kháng cáo thành công.

### Đông Á

#### Bảng F
| Đội        | ST | T | H | B | BT | BB | HS  | Đ  |  | SC  | MED | VB  | JFC |
| ---------- | -- | - | - | - | -- | -- | --- | -- |  | --- | --- | --- | --- |
| Nam Hoa    | 6  | 5 | 1 | 0 | 15 | 5  | +10 | 16 |  |     | 3–0 | 2–1 | 2–0 |
| PSMS Medan | 6  | 4 | 1 | 1 | 9  | 7  | +2  | 13 |  | 2–2 |     | 1–0 | 3–1 |
| VB         | 6  | 1 | 1 | 4 | 5  | 7  | −2  | 4  |  | 1–2 | 1–2 |     | 2–0 |
| Johor FC   | 6  | 0 | 1 | 5 | 2  | 12 | −10 | 1  |  | 1–4 | 0–1 | 0–0 |     |

#### Bảng G
| Đội         | ST | T | H | B | BT | BB | HS  | Đ  |  | CHO | KED | EAS | HAN |
| ----------- | -- | - | - | - | -- | -- | --- | -- |  | --- | --- | --- | --- |
| Chonburi    | 6  | 5 | 0 | 1 | 17 | 4  | +13 | 15 |  |     | 3–1 | 4–1 | 6–0 |
| Kedah       | 6  | 2 | 1 | 3 | 14 | 10 | +4  | 7  |  | 0–1 |     | 2–0 | 7–0 |
| Đông Phương | 6  | 2 | 1 | 3 | 9  | 13 | −4  | 7  |  | 2–1 | 3–3 |     | 3–0 |
| Hà Nội ACB  | 6  | 2 | 0 | 4 | 6  | 19 | −13 | 6  |  | 0–2 | 3–1 | 3–0 |     |

#### Bảng H
| Đội           | ST | T | H | B | BT | BB | HS  | Đ  |  | BD  | HU  | PEA | VAL |
| ------------- | -- | - | - | - | -- | -- | --- | -- |  | --- | --- | --- | --- |
| Bình Dương    | 6  | 4 | 1 | 1 | 15 | 4  | +11 | 13 |  |     | 2–0 | 1–1 | 3–0 |
| Home United   | 6  | 4 | 0 | 2 | 12 | 7  | +5  | 12 |  | 2–1 |     | 3–1 | 5–1 |
| PEA           | 6  | 3 | 1 | 2 | 12 | 10 | +2  | 10 |  | 1–3 | 2–1 |     | 4–1 |
| Club Valencia | 6  | 0 | 0 | 6 | 3  | 21 | −18 | 0  |  | 0–5 | 0–1 | 1–3 |     |

## Vòng loại trực tiếp

### Vòng 16 đội
Lễ bốc thăm vòng 16 đội diễn ra vào ngày 12 tháng 1 năm 2009, cùng với lễ bốc thăm vòng bảng. Các trận đấu khu vực Tây Á diễn ra vào ngày 26 tháng 5, trong khi các trận đấu khu vực Đông Á diễn ra vào ngày 23 tháng 6.
| Đội 1      | Tỉ số             | Đội 2            |
| Tây Á      | Tây Á             | Tây Á            |
| ---------- | ----------------- | ---------------- |
| Busaiteen  | 1–2 (aet)         | Al-Karamah       |
| Al-Zawraa  | 1–3               | Arbil            |
| Al-Arabi   | 2–1 (aet)         | Safa             |
| Al-Kuwait  | 3–1               | Dempo            |
| Al-Majd    | 0–0 (aet) (1–3 p) | Neftchi Farg'ona |
| Đông Á     |                   |                  |
| Nam Hoa    | 4–0               | Home United      |
| Chonburi   | 4–0               | PSMS Medan       |
| Bình Dương | 8–2               | Kedah            |

### Tứ kết
Lễ bốc thăm vòng tứ kết và các vòng đấu loại trực tiếp diễn ra tại Kuala Lumpur, Malaysia vào ngày 29 tháng 6 năm 2009 vào 7:30 pm. Các trận lượt đi diễn ra vào ngày 15 tháng 9, và các trận lượt về diễn ra vào ngày 30 tháng 9.
| Đội 1            | TTS         | Đội 2      | Lượt đi | Lượt về   |
| ---------------- | ----------- | ---------- | ------- | --------- |
| Al-Kuwait        | 2–1         | Arbil      | 1–1     | 1–0       |
| Neftchi Farg'ona | 5–5 (a)     | Nam Hoa    | 5–4     | 0–1       |
| Chonburi         | 2–4         | Bình Dương | 2–2     | 0–2       |
| Al-Karamah       | 0–0 (5–4 p) | Al-Arabi   | 0–0     | 0–0 (aet) |

### Bán kết
Các trận lượt đi diễn ra vào ngày 15 tháng 10, và các trận lượt về diễn ra vào ngày 21 tháng 10.
| Đội 1      | TTS | Đội 2      | Lượt đi | Lượt về |
| ---------- | --- | ---------- | ------- | ------- |
| Al-Kuwait  | 3–1 | Nam Hoa    | 2–1     | 1–0     |
| Bình Dương | 2–4 | Al-Karamah | 2–1     | 0–3     |

### Chung kết
Trận chung kết diễn ra vào ngày 3 tháng 11 với đội chủ nhà là Al Kuwait.
| Al-Kuwait                  | 2–1    | Al-Karamah   |
| -------------------------- | ------ | ------------ |
| Hakem 16' · Sulaiman 90+4' | Report | Al Shbli 82' |

| Vô địch AFC Cup 2009   |
| ---------------------- |
| Kuwait                 |
| Al Kuwait Lần đầu tiên |

## Các cầu thủ ghi bàn hàng đầu
| Xếp hạng | Cầu thủ              | Câu lạc bộ       | MD1 | MD2 | MD3 | MD4 | MD5 | MD6 | R16 | QF1 | QF2 | SF1 | SF2 | F | Tổng |
| -------- | -------------------- | ---------------- | --- | --- | --- | --- | --- | --- | --- | --- | --- | --- | --- | - | ---- |
| 1        | Robert Akaruye       | Busaiteen        | 2   | 2   | 1   |     | 2   |     | 1   |     |     |     |     |   | 8    |
| 1        | Mohamad Hamwi        | Al-Karamah       | 1   |     | 2   |     |     | 1   | 1   |     |     |     | 3   |   | 8    |
| 1        | Jehad Al Hussain     | Al-Kuwait        |     |     |     | 3   | 1   | 1   | 3   |     |     |     |     |   | 8    |
| 1        | Huỳnh Kesley Alves   | Bình Dương       | 1   | 1   | 1   |     | 1   |     | 4   |     |     |     |     |   | 8    |
| 5        | Cacá                 | Nam Hoa          | 1   |     | 1   | 2   | 2   |     | 1   |     |     |     |     |   | 7    |
| 6        | Mohamed Koné         | Chonburi         | 1   | 1   |     | 1   |     |     | 3   |     |     |     |     |   | 6    |
| 6        | Alisher Halikov      | Neftchi Farg'ona | 1   |     | 1   | 1   |     | 3   |     |     |     |     |     |   | 6    |
| 8        | Mo'ayyad Abu Keshek  | Al-Faisaly       |     | 2   |     | 1   | 1   | 1   |     |     |     |     |     |   | 5    |
| 8        | Mohd Farizal Rozali  | Kedah            |     |     | 1   |     | 3   |     | 1   |     |     |     |     |   | 5    |
| 8        | Ranty Martins Soleye | Dempo            | 1   | 2   |     |     |     | 2   |     |     |     |     |     |   | 5    |
| 8        | Firas Al Khatib      | Al-Arabi         | 1   | 1   |     |     |     | 2   | 1   |     |     |     |     |   | 5    |
| 8        | Pipob On-Mo          | Chonburi         | 1   |     |     | 1   |     | 2   |     | 1   |     |     |     |   | 5    |
| 8        | Nguyễn Vũ Phong      | Bình Dương       |     |     |     |     | 1   | 2   | 1   | 1   |     |     |     |   | 5    |